# Les Honneurs perdus
Les Honneurs perdus est un roman de Calixthe Beyala paru le 22 août 1996 aux éditions Albin Michel et ayant reçu le grand prix du roman de l'Académie française la même année.

## Synopsis
Saida est née dans les années 1940 et vit avec ses parents, qui auraient préféré avoir un garçon, dans un bidonville nommé « Couscousville » par ses habitants.

## Distinctions
- Grand prix du roman de l'Académie française 1996

## Accusations de plagiat
En 1996, Calixthe Beyala est condamné pour plagiat pour son roman Le Petit Prince de Belleville. Koffi Anyinefa, dans un article intitulé « Scandales » publié dans les Cahiers d'études africaines, qualifiera par la suite le titre Les Honneurs perdus de prémonitoire.
Cette même année, le journaliste Pierre Assouline l'accuse d'avoir plagié, pour Les Honneurs perdus, le roman La Route de la faim de Ben Okri.

## Éditions
- Éditions Albin Michel, 1996  (ISBN 2226086935).
- J'ai lu, 2000  (ISBN 2290149748)